# 183P/Korlevic-Juric
La cometa Korlevic-Juric, formalmente indicata 183P/Korlevic-Juric, è una cometa periodica del Sistema solare, appartenente alla famiglia delle comete gioviane. È stata scoperta il 18 febbraio 1999 dagli astronomi croati Korado Korlević e Mario Jurić. Inizialmente fu ritenuta un asteroide, osservazioni successive mostrarono la sua natura cometaria.
La cometa era stata osservata durante le apparizioni del 1955 e 1989, ma allora non era stata identificata. Dopo la sua scoperta nel 1999, ne è stato seguito il ritorno nel 2008-2009. La cometa si mantiene generalmente piuttosto debole, raggiungendo una magnitudine massima di circa 17,5.

## Orbita
La cometa Korlević-Jurić percorre un'orbita moderatamente eccentrica, inclinata di circa 19° rispetto al piano dell'eclittica. L'afelio, esterno all'orbita di Giove e prossimo ad essa, è a 5,12 UA dal Sole; il perielio è a 3,89 UA dal Sole. La cometa completa un'orbita in circa 9,58 anni.
Il nodo ascendente dell'orbita è prossimo all'orbita di Giove e ciò può dar luogo ad incontri ravvicinati con il pianeta che producono modifiche dell'orbita della cometa. L'ultimo è avvenuto nel 1975, a 0,29 UA, ed ha allontanato il perielio di circa un'unità astronomica dal Sole e ridotto l'eccentricità orbitale. Prossimi incontri tra i due corpi celesti avverranno nel 2022 e nel 2093. Il primo, a circa 1 UA, avrà un effetto concorde con quello precedente, aumentando ulteriormente la distanza perielica e riducendo l'eccentricità. Il secondo, particolarmente stretto, avverrà ad una distanza di 0,18 UA tra i due corpi celesti e determinerà una riduzione della distanza perielica ed un aumento dell'eccentricità, riportando la cometa su un'orbita simile a quella posseduta prima dell'incontro del 1975.